# Студенка (приток Десны)
Студенка (устар. Ласка; укр. Студенка) — правый приток Десны, протекающий по  Новгород-Северскому району (Черниговская область, Украина).

## География
Длина — 19 или 20 км. Площадь водосборного бассейна — 213 км².
Русло извилистое. В нижнем течении, у села Куриловка, примыкает небольшая сеть каналов, созданная между рекой Студенка и озером Бабное для добычи торфа. Долина изрезана оврагами и промоинами.
Река берёт начало от ручьев в селе Покошичи. Течёт на северо-восток, затем в нижнем течении поворачивает на восток и юг. Впадает в Десну на 460-м км от её устья, восточнее села Куриловка.
Пойма занята заболоченными участками с лугами и лесами, которые чередуются на протяжении всей длины, с лесополосами — в нижнем течении, огородами (в сёлах). В пойме реки расположен гидрологический заказник местного значения Студинский, с общей площадью 180 га.
Притоки:
1. Лоска (левый)

Населённые пункты на реке: (от истока к устью): Покошичи, Студинка, Объединённое, Куриловка.